# Meg Ritchie
Meg Ritchie (eigentlich Margaret Elizabeth Ritchie, verheiratete Stone; * 6. Juli 1952 in Kirkcaldy) ist eine ehemalige britische Diskuswerferin und Kugelstoßerin.
Bei den British Commonwealth Games 1974 in Christchurch wurde sie für Schottland startend Sechste im Diskuswurf.
1978 wurde sie bei den Commonwealth Games in Edmonton Vierte im Diskuswurf und Achte im Kugelstoßen. Bei den Leichtathletik-Europameisterschaften in Prag kam sie im Diskuswurf auf den 13. Platz.
Bei den Olympischen Spielen 1980 in Moskau wurde sie im Diskuswurf Neunte. 1982 siegte sie in dieser Disziplin bei den Commonwealth Games in Brisbane und wurde Siebte im Kugelstoßen. Auch bei den Leichtathletik-Weltmeisterschaften 1983 in Helsinki hatte sie einen Doppelstart: Im Diskuswurf wurde sie Achte, im Kugelstoßen schied sie in der Qualifikation aus. Bei den Olympischen Spielen 1984 in Los Angeles belegte sie im Diskuswurf den fünften Platz.
Dreimal wurde sie Englische Meisterin (1975, 1977, 1981) und viermal Britische Meisterin (1977–1980) im Diskuswurf. Für die University of Arizona startend wurde sie 1982 NCAA-Meisterin im Kugelstoßen sowie im Diskuswurf und 1983 NCAA-Hallenmeisterin im Kugelstoßen.

## Bestleistungen
- Kugelstoßen: 18,99 m, 7. Mai 1983, Tucson
  - Halle: 17,85 m, 24. Februar 1984, Princeton
- Diskuswurf: 67,48 m, 26. April 1981, Walnut (britischer Rekord)